# Eduardo Romero
Eduardo Romero (* 17. Juli 1954 in Córdoba, Argentinien; † 13. Februar 2022 in Villa Allende, Argentinien) war ein erfolgreicher argentinischer Profigolfer.

## Werdegang
Romero begann relativ spät (1982) als Berufsgolfer und bespielte zunächst die lateinamerikanische Tour. 1985 kam er erstmals zur European Tour und etablierte sich dort seit 1989. Romero war ein zuverlässiger Golfer und hatte acht Turniersiege und sieben Platzierungen unter den Top 20 der Geldrangliste, in seinem besten Jahr (2002) war er Fünfter.
2004 – im Alter von 50 Jahren – belegte Romero gleich beim ersten Antreten als Senior den zweiten Platz bei den British Senior Open, einem Senior Major. Zwei Jahre später konnte er dieses Ergebnis wiederholen und verlor erst im Stechen gegen den US-Amerikaner Loren Roberts. Auch auf der nordamerikanischen Champions Tour war Romero tätig und gewann im August 2006 dort sein erstes Turnier, diesmal gleich ein Senior Major. 2008 folgte ein weiterer Erfolg, und im August holte Romero bei den U.S. Senior Open seinen zweiten Senior-Major-Titel.
Romero gewann mehr als 80 Turniere in Lateinamerika, er vertrat sein Land 14-mal (Rekord) im World Cup sowie achtmal im Dunhill Cup und nahm auch 2002 und 2003 am UBS Cup teil.
Sein Spitzname war El Gato, die Katze, weil er scheinbar teilnahmslos am Turniergeschehen teilnahm und dann plötzlich zuschlug und den Sieg „erbeutete“. Romero tat in Argentinien sehr viel für den Golfsport. Seine Vorbildwirkung half späteren Berufsgolfern seines Landes. Hervorzuheben ist sein Protegé Ángel Cabrera, der mit seinen Siegen bei den US Open 2007 und dem Masters 2009 zwei Major-Titel gewann.
Romero starb am 13. Februar 2022 im Alter von 67 Jahren an den Folgen einer Krebserkrankung.

## European-Tour-Siege
- 1989: Lancome Trophy
- 1990: Volvo Open di Firenze
- 1991: Peugeot Spanish Open, Peugeot Open de France
- 1994: Tisettanta Italian Open, Canon European Masters
- 2000: Canon European Masters
- 2002: Barclays Scottish Open

## European-Seniors-Tour-Siege
- 2005: Travis Perkins Senior Masters
- 2006: Wentworth Senior Masters

## Champions-Tour-Siege
- 2006: JELD-WEN Tradition
- 2008: Dick’s Sporting Goods Open, U.S. Senior Open, SAS Championship
- 2009: Toshiba Classic

Senior Majors fett gedruckt.

## Teilnahmen an Teambewerben
- Alfred Dunhill Cup: 1988, 1989, 1990, 1993, 1995, 1997, 1998, 2000
- World Cup: 1983, 1984, 1987, 1988, 1991, 1993, 1994, 1995, 1999, 2000, 2001, 2002, 2003, 2004
- UBS Cup: 2002, 2003